# Nicolas II de Niemodlin
Nicholas II de Niemodlin (polonais : Mikołaj II Niemodliński; né vers 1462 – exécuté le 27 juin 1497), fut duc d'Opole-Brzeg-Strzelce-Niemodlin en 1476 (conjointement avec son frère et seul duc de Niemodlin de 1476 jusqu'à sa mort.

## Biographie

### Règne
Nicolas II est le 3e fils du duc Nicolas Ier d'Opole et de son épouse Agnès, fille du duc Louis II de Brzeg. À la mort de son père le 3 juillet 1476, Nicolas II hérite d'Opole, Brzeg, Strzelce et Niemodlin conjointement avec ses frères plus âgés  Louis et Jean II le Bon comme corégents. Cependant Louis meurt avant le 4 septembre 1476 et Nicolas II reste corégent avec Jean II. La date de la division formelle du duché entre les deux frères survivants demeure inconnue et même le fait que cette partition a bien été effectuée. Des sources indirectes indiquent que Nicolas II devient le gouvernant indépendant de Niemodlin peu après la mort de Louis, peut-être seulement de façon formelle. Dans tous les cas le principal de l'héritage incluant Opole est dévolu à Jean II. Le nouveau duc Niemodlin soutient son frère dans ses actions politiques : en 1477 les frères achètent Prudnik au duc Conrad X d'Oleśnica, en 1494 ils acquièrent Gliwice et en 1495 Toszek. Le seul territoire cédé est en 1481, lorsque le duc Frédéric Ier de Legnica achète Brzeg, qui lui avait été engagé par leur père en 1450, pour la somme de 8.500 fines et 1.500 ducats.
En politique internationale, Nicolas II cherche d'abord à maintenir l'équilibre entre le puissant roi de Hongrie Matthias Corvin et son concurrent et, éventuellement, prétendant au trône de Bohême, Władysław  Jagellon. Il doit se résoudre à se ranger dans le camp polonais et sa politique  agressive envers le souverain hongrois en faveur du candidat polonais est la cause en 1487 de son emprisonnement à Koźle. Nicolas II ne retrouve sa liberté qu'après le paiement de 15.000  zloty hongrois. Malgré la participation des ducs de Opole au Sejm réunis à Nuremberg plus tard dans l'année, les relations avec le royaume de Hongrie restent tendues jusqu'à la mort de Mathias Corvin en 1490

### Condamnation et exécution

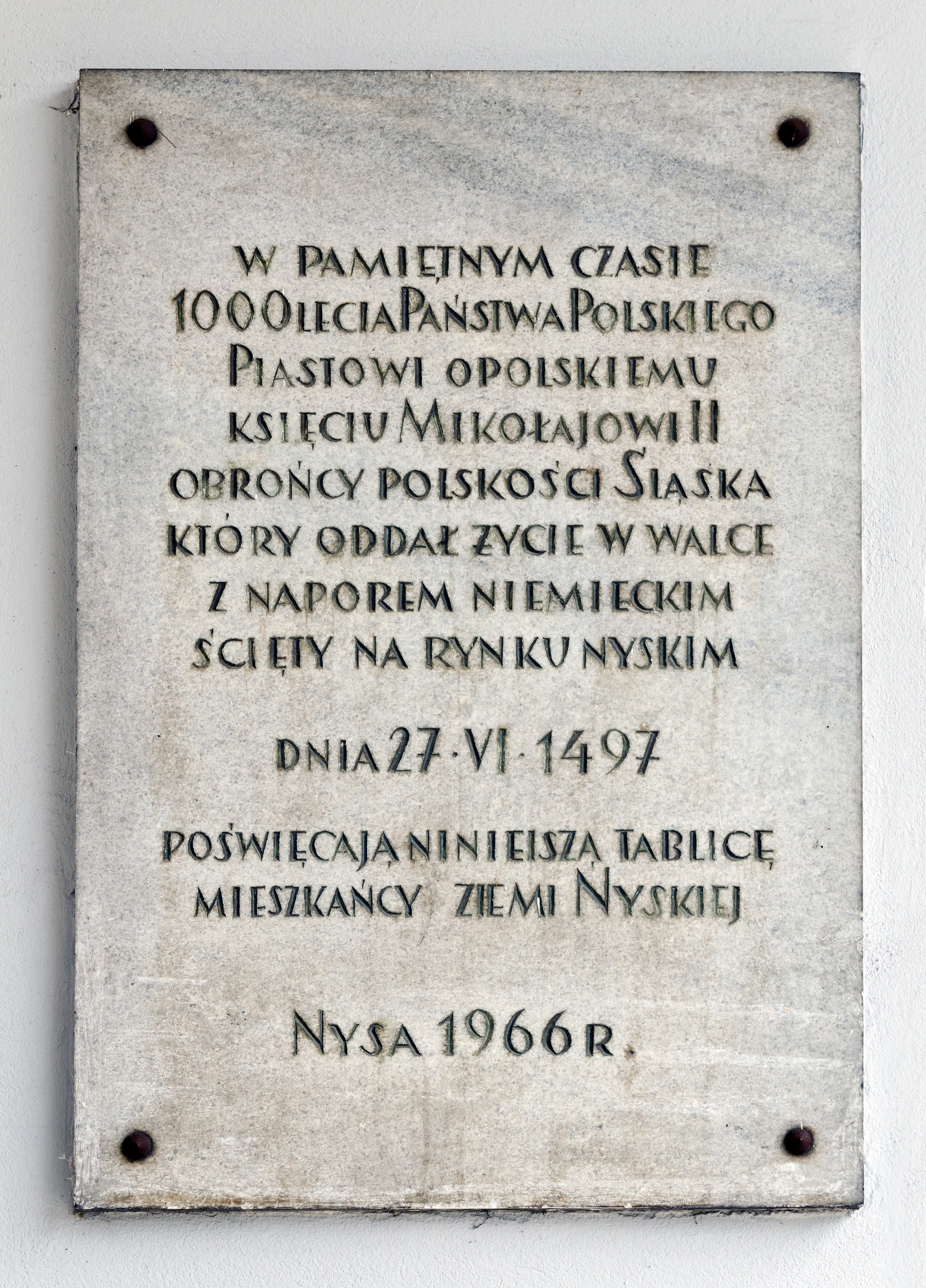
Plaque en l'honneur de Nicolas II à Nysa.

En juin 1497, une assemblée se réunit à Nysa (all. Neisse ou Neiße ) afin d'évoquer le risque d'une invasion ottomane dans le royaume de Hongrie mais aussi pour mettre fin aux conflits latents entre les duchés d'Opole et de Cieszyn. Cette convention réunit en outre, Nicolas II d'Opole, Casimir II de Cieszyn, Victor de Poděbrady comte de Glatz et son frère Henri Ier de Poděbrady dit l'Aîné, duc de Ziębice ainsi que  le Prince-évêque de Wrocław, Jan IV Roth. 
Au cours des débats le 26 juin, un événement tragique survient. Pour une raison inconnue Nicolas II sous le coup de la colère tente de poignarder le duc Casimir II et l'évêque Jan IV Roth. Après l'agression avec l'aide 
de serviteurs et de nobles Nicolas II se réfugie dans l'église Saint-Jacques, où il réclame le droit d'asile du sanctuaire. Il est arraché de force de l'autel et enfermé dans le donjon. Les nobles réunis dont les deux victimes de la tentative de meurtre délibèrent longuement sur le sort du prisonnier. À la fin ils décident de lui appliquer le droit commun de Nysa, bien qu'il soit duc de Niemodlin et prince issu de la dynastie royale des Piast.
La tentative d'obtenir sa libération notamment avec l'offre du paiement d'une amende de 100.000 złoty hongrois 
est rejetée du fait de l'opposition du duc Casimir II de Cieszyn qui est également à cette époque le Starost Général de Silésie, et qui obtient une sentence de mort contre Nicolas II. 
Le procès se tient en allemand langue que  Nicolas II ne connait apparemment pas car comme son frère Jean II ils ne s'expriment qu'en polonais et en tchèque. Le duc de Niemodlin est juste autorisé à écrire une lettre à son frère dans laquelle il lui lègue tous ses domaines. La cour décide que la sentence doit être immédiatement appliquée avant que la population d'Opole et que le frère du duc puissent intervenir. Nicolas II est décapité par l'épée sur la place du marché de Nysa le 27 juin 1497. 
À la nouvelle de son exécution son frère, Jean II d'Opole rassemble ses troupes et commence les préparatifs d'une attaque de représailles contre le duché de Cieszyn; toutefois la guerre est évitée de justesse grâce à l'intervention diplomatique du roi Ladislas IV de Bohême, qui épargne à la Silésie une guerre civile. Conformément à son souhait Nicolas II est inhumé dans l'église des franciscains d'Opole.

## Source de la traduction
- (en) Cet article est partiellement ou en totalité issu de l’article de Wikipédia en anglais intitulé « Nicholas II of Niemodlin » (voir la liste des auteurs).